# لووکا و لیتوینووا
لووکا و لیتوینووا (به چکی: Louka u Litvínova) یک منطقهٔ مسکونی در جمهوری چک است که در ناحیه موست واقع شده‌است. لووکا و لیتوینووا ۲٫۶۷ کیلومتر مربع مساحت و ۷۶۷ نفر جمعیت دارد و ۲۸۷ متر بالاتر از سطح دریا واقع شده‌است.